# Bore Balboa
Bore Balboa, stvarnog imena Ivan Španja (Njemačka, Düren, 2. srpnja 1993.), hrvatski je treper. Prvo probijanje na glazbenoj sceni ostvario je 2013. godine, kada je s Kišom metaka snimio pjesmu »Fani Money«.
Odrastao je u Brodarici kod Šibenika i diplomirao germanistiku. Godine 2021. osnovao je vlastitu glazbenu kuću imena Fallo da Solo.

## Albumi
- Šarena Močvara Bezakonja 2 (2019.)
- Mercedes City (2020.)
- Ivan (2021.)
- Mercedes City 2 (2025.)